# Северный (Коми)
Се́верный (коми Севернöй) — посёлок городского типа в Республике Коми Российской Федерации. Входит в городской округ Воркута.
Статус посёлка — с 1954 года.

## География
Расположен у реки Воркута при впадении её притока Аяч-Яга, примерно в 10 км к северу от Воркуты.

## Климат
Климат умеренно-континентальный, лето короткое и холодное, зима многоснежная, продолжительная и суровая. Климат формируется в условиях малого количества солнечной радиации зимой, под воздействием северных морей и интенсивного западного переноса воздушных масс. Вынос тёплого морского воздуха, связанный с прохождением атлантических циклонов, и частые вторжения арктического воздуха с Северного Ледовитого океана придают погоде большую неустойчивость в течение всего года. Годовая амплитуда составляет 32,7°С. Самым тёплым месяцем года является июль (средняя месячная температура +12,4°С), самым холодным месяцем — январь (-20,3°С). Среднегодовая температура воздуха −6,0°С. Число дней со средней суточной температурой воздуха выше нуля градусов составляет 125.

## История
В 1976 году в черту посёлка Северный включен пос. Аяч-Яга.
25 февраля 2016 года произошла техногенная авария, Взрыв на шахте «Северная»

## Население
| 1959   | 1970    | 1979    | 1989    | 2002    | 2010  |
| ------ | ------- | ------- | ------- | ------- | ----- |
| 15 175 | ↗15 289 | ↗17 172 | ↗20 428 | ↘12 028 | ↘9023 |
| 2012   | 2013    | 2014    | 2015    | 2016    | 2017  |
| ↘8833  | ↘8732   | ↘8636   | ↘8535   | ↘8481   | ↘8372 |
| 2018   | 2019    | 2020    | 2021    | 2024    |       |
| ↘8252  | ↘8088   | ↘8025   | ↘3660   | ↗3680   |       |

## Инфраструктура
Шахта «Северная» (сдана в эксплуатацию в 1969 году) — градообразующее предприятие.
Дом культуры посёлка Северный.
МОУ Средняя общеобразовательная школа № 42 г. Воркуты. ГБУЗ РК Воркутинская поликлиника Врачебная амбулатория пгт. Северный. Воркутинская ТЭЦ № 2.
Каток Юбилейный.

## Транспорт
Доступен автомобильным и железнодорожным транспортом. Станция Аяч-Яга. Ежедневно ходит автобус № 101 Воркута — Северный.